# Cristina Ranzolin
Cristina Borges Ranzolin Falcão, mieux connue comme Cristina Ranzolin (née le 28 octobre 1966 à Porto Alegre), est une journaliste et animatrice de télévision brésilienne.

## Histoire
Cristina est la fille d'Armindo Antônio Ranzolin, grand nom de la radio sportive. Elle a un frère, l'avocat Ricardo Ranzolin.
Elle a commencé sa carrière en 1986 sur RBS TV (diffuseur affilié à TV Globo dans l'État brésilien de Rio Grande do Sul) en tant que journaliste sportive, car c'était le seul poste vacant à l'époque.
Au milieu de 1988, Cristina a animé Campo e Lavoura (Français: Champ et Culture), programme télévisé du segment rural, qui est aujourd'hui un segment de Galpão Crioulo, émission télévisée sur les traditions gauchos. En 1993, elle s'installe à Rio de Janeiro, où elle travaille pendant trois ans et demi sur Rede Globo, où, aux côtés de William Bonner, elle présente Jornal Hoje entre 1993 et 1996. Elle présente également Jornal da Globo en 15 jours, remplaçant Fátima Bernardes, avant l'arrivée de Lillian Witte Fibe. Cristina a également été l'hôte éventuel de RJTV, le journal télévisé local de Rede Globo à Rio de Janeiro, entre 1993 et 1995.
En 1996, Cristina est retournée à Rio Grande do Sul et à RBS TV pour animer Jornal do Almoço (Français: Journal du Déjeuner) avec également les journalistes Rosane Marchetti, Paulo Sant'Ana et Lasier Martins, étant qu'après le départ de Marchetti en novembre 2010 pour faire rapports à Globo Repórter à Rio Grande do Sul, Ranzolin a commencé à être le seul présentateur du journal télévisé.
En juillet 2019, Ranzolin a été choisi pour animer Jornal Nacional, intégrant une rotation de 27 présentateurs de diffuseurs détenus et exploités par Rede Globo et affiliés de tout le Brésil, dans une action de référence à 50 ans du principal journal télévisé du pays. Elle a ouvert la rotation le 31 août 2019, aux côtés de Márcio Bonfim, de TV Globo Nordeste, la station détenue et exploitée par Rede Globo dont le siège est à Recife, Pernambouc, nord-est du Brésil, et en 2020, elle a rejoint la rotation fixe du journal télévisé. Cependant, en raison de la pandémie de coronavirus, la rotation a été temporairement annulée, et avec cela, TV Globo a choisi de ne sélectionner que des professionnels qui vivent à Rio de Janeiro pour présenter Jornal Nacional, une mesure sanitaire actuellement en vigueur.

## Vie privée
Ranzolin est mariée depuis fin 2003 avec l'ancien footballeur Paulo Roberto Falcão, avec qui elle a une fille, Antônia, née l'année suivante (2004).